# Davanti a te (萨尔瓦多·加罗)
《在你面前》（英語：In front of you）又譯作《Davanti a te》，是意大利艺术家萨尔瓦多·加罗（義大利語：Salvatore Garau)于2021年创作的作品，该作品在拍卖会上以27,000欧元的价格成交。
作为概念艺术，萨尔瓦多·加罗 （義大利語：Salvatore Garau)的作品包含一份真实性证书，上面附有详细的图表和说明，以便买家能够正确展示。该作品的两个版本在拍卖会上以30,600美元的价格售出，引起了媒体的极大关注。

## 描述
萨尔瓦多·加罗 （義大利語：Salvatore Garau)的签名本身已经是一件艺术作品。加劳的隐形作品包括一张由萨尔瓦托雷·加劳签名的简单A4纸。

## 公开展览
萨尔瓦多·加罗（義大利語：Salvatore Garau）的「无形雕塑」首次展出于米兰的意大利画廊（義大利語：Gallerie d'Italia），展览场地位于博物馆对面的斯卡拉广场。该博物馆的收藏中包含了加罗的多件作品。为了宣传此次展览，萨尔瓦多·加罗精心安排了一场拍摄，并制作了一部短片。
与皮耶罗·曼佐尼（義大利語：Piero Manzoni）的作品类似，加罗创作了一件极具简约风格的艺术作品，这件作品将在买家面前逐渐消失。通过这件作品，萨尔瓦多·加罗模仿了传统雕塑中对永恒性的强调，同时讽刺了艺术创作的固有概念——即权力构建的传统方式。由于新冠疫情导致的社会疏离，艺术家们希望通过这件作品传达出接近现实的信号。然而，最重要的是，他们希望通过这一挑衅性举动，反对NFT技术，保护环境并减少能源消耗。

## 历史
2020年5月，在Covid-19大流行期间结束时，萨尔瓦多·加罗 （義大利語：Salvatore Garau) 密封了一张卡片，证明了一个隐形的雕塑的存在。在博物馆关闭的几个月里，他在米兰的Gallerie d'Italia前的斯卡拉广场（Piazza Scala）外，用白色胶带制作了一个正方形区域。这个区域内包含他的一幅画，尺寸为1.50 x 1.50米，并贴有识别标签，这些标签翻译成四种语言（意大利语、法语、英语和德语），标题为“观世音菩萨”以及艺术家的签名。
艺术家的价格可以以纯黄金克为单位进行估价，这种估价方式通过直接交换来完成，而不涉及汇款。此外，这种估价还通过建立类似黄金标准的价值和黄金之间的联系来实现。之后，萨尔瓦多·加罗（義大利語：Salvatore Garau) 在纽约华尔街的纽约证券交易所前设置了一个白色圆圈，展示了他的第二件概念性作品“Aphrodite che piange”（義大利語：Afrodite che piange)。
2021年，在米兰，一位私人收藏家以1.8万美元的价格（包括拍卖费用）获得了这幅名为”萨尔瓦多·加罗”（義大利語：Io Sono)的作品，创下了拍卖的新世界纪录。

## 資料來源
1. ↑  .   [2021-10-17]. （原始内容存档于2021-10-19）.
2. ↑  .   [2021-10-17]. （原始内容存档于2021-10-22）.
3. ↑  .   [2021-11-05]. （原始内容存档于2021-06-03）.
4. ↑  .   [2021-11-05]. （原始内容存档于2021-10-19）.
5. ↑  .   [2021-11-05]. （原始内容存档于2022-02-17）.
6. ↑  .   [2021-11-05]. （原始内容存档于2021-12-24）.